# Pierre Jacques Osten

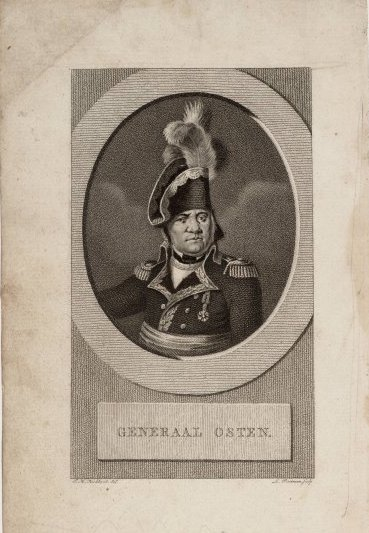
brigadegeneraal Osten

Pierre Jacques Osten (Menen, 4 april 1758 – Hamburg, 14 of 16 maart 1814) was een generaal in het leger van Napoleon Bonaparte.

## Levensloop
Hij vestigde zich in zijn geboortestad als meester-timmerman en huwde met Judith Remaut (1753-1812) op 15 oktober 1776. Het gezin telde vier kinderen:
- Petrus Andreas (Menen 1776 – ’s-Hertogenbosch 1804; aide de camp van zijn vader)[2],[3]
- Ludovica Francisca (Menen 1778)
- Judith Rosalie (Menen 1780)
- Jan Carolus (Menen 1782 – Menen 1782)

Het huwelijk liep op de klippen, de scheiding werd uitgesproken op 26 april 1802. 
 Pierre Jacques Osten had inmiddels een nieuwe relatie met Nathalie Eugenie Pardoen (1766-1802). 
Hier werden nog twee kinderen geboren: 
- Julia Aimable (Rijsel 1792)
- Jacques Octave (Middelburg 1798 – Chaudfontaine 1863)

## De Brabantse Omwenteling
Pierre Jacques Osten was een democraat en aanhanger van de vonckisten. Ten gevolge van zijn patriottische houding moesten hij, en zijn medestanders, vluchten naar Hulst (Nederland) Vanuit die stad veroverde een groep van 70 man, onder wie Osten, het fort Sint-Donaas bij Brugge. Dezelfde groep verjoeg het Zuid-Nederlandse (Oostenrijkse) regeringsleger uit Brugge op 17 november 1789 en nam twee dagen later Fort Hazegras in. Op 21 november 1789 was Osten reeds in dienst bij het leger van de Verenigde Republiek met graad van onderluitenant bij het 1e regiment jagers. Hij werd bevorderd op 1 april 1790 tot kapitein in het regiment Chasseurs de Namur en stond onder het bevel van generaal Jan Andries vander Mersch die eveneens uit de stad Menen afkomstig was. Toen Vander Mersch door de conservatieve statisten gevangengenomen werd, ondernamen de democratische officieren stappen om hun generaal te bevrijden. Een groep van 270 vrijwilligers uit Menen, geleid door gewezen officieren van het patriottisch leger, onder wie Osten, trachtten Kortrijk in handen te krijgen. De groep kon niet op steun rekenen in deze stad waardoor de operatie mislukte en alle officieren naar Rijsel vluchtten waar zij politiek asiel vonden. Korte tijd later waren de Oostenrijkers terug in de Zuidelijke Nederlanden.

## De Franse republiek
Pierre Jacques Osten neemt kort daarna dienst in het Franse republikeinse leger als cavalerist. Reeds op 18 juni 1792 versloeg een regiment jagers van het Franse leger een Zuid-Nederlands-Oostenrijks detachement nabij Menen. Aanvoerder was kapitein Osten. Hij diende onder de generaals Anne François Augustin de La Bourdonnaye, Charles-François Dumouriez, Jean-Charles Pichegru en Jean Victor Marie Moreau. In een poging van de geallieerden om de Franse expansie een halt toe te roepen werd Rijsel belegerd. Osten veroverde op 25 september 1792 Quesnoy-sur-Deûle op de Oostenrijkers. Hij nam tevens Deulemonde en Pont-Rouge in en belette aldus de Oostenrijkers de stad Rijsel helemaal te omsingelen. Op 1 januari 1793 werd hij benoemd tot chef de brigade. Hij vocht mee in de 1e Franse campagne in de Zuidelijke Nederlanden. Na de inneming van Antwerpen had hij deel in de verovering van Klundert begin maart 1793. De Slag bij Neerwinden (1793) was een keerpunt. Na de nederlaag moest het Franse republikeinse leger zich terugtrekken. Pierre Jacques Osten vocht op de terugweg in de achterhoede en nam een verdedigende positie in te Steenvoorde bij Kassel op 1 en 2 april 1793. Na een strikte reorganisatie van het Franse leger met de levée en masse en de constructie van het 200.000 man sterke Armée du Nord was de republiek klaar voor de strijd. De geallieerden: Oostenrijk, Pruisen, Engeland en Nederland openden het offensief en veroverden Landrecies. Dit was het begin van de 2e campagne in de Nederlanden. Osten bewaakte op 29 maart 1794 de streek van Pont-à-Marcq, ten zuiden van Rijsel. Dat blijft hij doen tot na de Slag bij Tourcoing (17 en 18 mei 1794) om een eventuele doorbraak van de geallieerden op te vangen. Na deze slag verloor de Oostenrijk nog verdere interesse in de Zuidelijke Nederlanden. Op 3 juli 1794 neemt Pierre Jacques Osten bezit van Doornik. Achtereenvolgens worden hij en zijn brigade ingezet bij het beleg van Condé-sur-l'Escaut en Valenciennes, steden die nog in handen waren van de Oostenrijkers. Het wapenfeit van Osten is de verovering van het stadje Anzin op 26 augustus 1794. Inmiddels is Osten bevorderd tot brigadegeneraal. Zijn brigade wordt toegevoegd aan het Armée du Nord onder het opperbevel van Pichegru.

## Generaal Osten in Nederland
In september 1794 vinden we generaal Osten terug in Helmond. Op 7 december krijgen de brigades Osten en Daendels het bevel de Maas over te steken op het ijs. De temperatuur bedroeg -17°. De troepen van de Republiek waren verrast en boden weinig weerstand. Op 20 januari 1795 capituleerden Gorinchem, Loevestein en Woudrichem. De Nederlandse generaal-majoor van Oyen legde de wapens neer en gaf zich over aan de Franse generaal Pierre Jacques Osten. Op 23 januari 1795 veroverden Franse huzaren de Nederlandse vloot die vastzat in het ijs nabij Texel. De Republiek der Verenigde Provinciën was verslagen. Generaal Osten vertrok op 21 oktober 1795 naar Zeeland waar hij tot 1798 verbleef. Vervolgens was hij actief in het Franse leger in Beieren, Hannover en opnieuw Walcheren. In mei 1803 krijgt hij orders om er de generale staf te versterken te Troyes (Champagne). Dit bericht veroorzaakte heel wat commotie in Middelburg waar hij een graag gezien persoon was. Op het einde van 1803 werd hij teruggestuurd naar Zeeland. Hij werd voor bewezen diensten, “membre de la légion d’honneur” en in 1804 “Commandeur” in hetzelfde legion d’honneur.

## De Slag om Vlissingen
Op 28-29 juli 1809 verschijnt de Engelse invasievloot voor Walcheren. 
De Engelsen hadden vier divisies op de been gebracht om Walcheren te veroveren. Generaal Osten kon slechts 1600 man opstellen. De kustbatterijen boden verwoed tegenstand maar werden een na één opgerold. Generaal Osten moest zich gestaag terugtrekken richting Vlissingen. Bij een charge werd de generaal aan de hand gewond. Na een dreigende omsingeling wist hij zich met zijn troepen terug te trekken onder het geschut van Vlissingen. In korte tijd was gans Walcheren in handen van de Engelsen met uitzondering van de versterkte havenstad Vlissingen.
Generaal Osten deed op 5 en 7 augustus uitvallen naar de Engelse batterijen terwijl divisiegeneraal Monnet opdracht gaf de dijken rond Vlissingen door te steken. Dit alles had weinig effect op de Engelse voorbereidingen. Op 13 augustus begon een verschrikkelijk bombardement op de stad, waarbij de Engelsen hun gevreesde congreve raketten gebruikten. De stad capituleerde op 15 augustus. De beschieting kostte circa 350 burgers het leven en 320 woningen werden vernield.

## Het krijgsgevangenschap en de ontsnapping
Het Franse garnizoen werd krijgsgevangen genomen en naar Engeland gestuurd.
Generaal Osten kreeg enkele dagen respijt om zijn persoonlijke zaken te regelen. Hij was weduwnaar geworden met twee kinderen: Julia Aimable, 17 jaar en Pierre Octave, 11 jaar oud. Hij nam zijn oudste dochter mee in gevangenschap naar Engeland.

In het boek Letters from Flushing uitgegeven te Londen in 1809, geeft een officier van het 81e regiment zijn visie weer over de strijd op Walcheren.
"De verdediging van Vlissingen was militair zeer moedig uitgevoerd en zolang ik leef zal ik een warm respect voelen voor generaal Osten, de tweede in bevel … hij was betrokken en aanwezig bij iedere uitval en was dagelijks te zien op de vestingen van Vlissingen …"

Generaal Osten werd in Lichfield gevangengezet. Zijn dochter Julia vertrok in december 1809 reeds terug naar Walcheren met de bagage van haar vader.  Begin 1810 ontsnapte Osten samen met twee medegevangenen uit Lichfield. Met de hulp van twee smokkelaars vertrokken zij met een kleine boot. Na een barre tocht over de Noordzee kwamen zij drie dagen later aan in Den Briel. 

Het boek Prisoners of war in Britain: 1756-1815 van Francis Abell beschrijft kort deze ontsnapping.

General Osten, second in command at Flushing, on parole at Lichfield, was another gentleman who was helped to get off by a lady member of his family. His daughter had come with him from Flushing, and in December 1809 went away with all her father’s heavy baggage. In February 1810, Wadell, the escape agent, met the general and two other officers in Birmingham, and forty-six hours later landed with them in Holland.

## De laatste strijd
De feiten en omstandigheden van de invasie van het eiland Walcheren werden door generaal Osten opgetekend en zijn argumenten en standpunten uitvoerig beschreven.
Pierre Jacques Osten werd eind 1811 opgenomen in de generale staf van het Franse leger in Illyrië. Hij diende er onder het bevel van maarschalk Auguste de Marmont.
De ineenstorting van het Russische front in 1812 bracht het Franse republikeinse leger in grote problemen met haar organisatie.
Generaal Osten kreeg allerlei taken op te knappen. Een opsomming:
17 januari 1812: overgeplaatst naar de 1e divisie van de “Grande Armée”.
1813: bevelhebber van het observatiekorps in het departement Beneden-Rijn.
24 februari 1813: bevelhebber van een subdivisie in de 32e divisie onder maarschalk Louis Nicolas Davout. 
1 april 1813: eerst aangesteld als commandant, later als gouverneur, van het departement Bouches du Weser (Wesermündungen).
In juli 1813 wordt hij teruggeroepen door maarschalk Davout.
De laatste opdracht van brigadegeneraal Osten was de verdediging van het eiland Wilhelmsburg, gelegen tussen Hamburg en Haarburg. Daartoe beschikte hij, althans op papier, over twee regimenten.
Op 17 februari 1814 woedde een hevige Slag om Wilhemsburg.
“De geallieerden drongen vooruit, veroverden de Franse posten met de bajonet op het geweer en maakten 4 kanonnen buit. Maarschalk Davout kwam zelf tussen. De geallieerden werden teruggeslagen. De Fransen verloren in totaal 6.000 soldaten aan gevangenen, doden en gekwetsten, onder wie een aantal officieren en generaal Osten.”
Een maand later overleed Pierre Jacques Osten in het hospitaal van Hamburg aan zijn verwondingen. De begrafenis van generaal Osten werd in “Die Belagerung Hamburgs” aangehaald.

"Twee begrafenissen verdienen bijzondere aandacht. Op 18 maart overleed generaal Osten aan zijn verwondingen die hij een maand geleden opliep nabij Wilhelmsburg. Hij werd met grote belangstelling ter aarde besteld. Op 24 maart stierf graaf Chaban aan hospitaalkoorts.”

Brigadegeneraal Osten werd in Hamburg begraven op het militair kerkhof gelegen achter de Sankt Georg Kirche. 
In het legerorder verscheen nog volgend bericht:

“Het legerorder onderstreepte de heldhaftige houding van generaal P.J. Osten. Hij ontving de onderscheiding ‘Palmes de gloire’. Het leger is beroofd van een chef die bewonderd werd om zijn inzet en zijn uitzonderlijke moed, vooral in deze dagen waar velen moed en inzet betoonden.”

Postuum werd brigadegeneraal Osten opgenomen als ridder in de orde van Saint-Louis.